# 펜자리 국립공원

펜자리 국립공원의 위치를 나타내는 지도

펜자리 국립공원(프랑스어: Parc National de la Pendjari)은 베냉 북서부에 있는 국립공원이다. 펜자리강에서 명칭을 따온 펜자리 국립공원에는 둥근귀코끼리, 사자, 하마, 아프리카물소, 다양한 종류의 영양이 서식하고 있으며, 조류가 풍부한 곳으로도 알려져 있다. 펜자리 국립공원의 면적은 2,755km2고 W 국립공원의 일부다.